# (11670) Fountain
(11670) Fountain (1998 AU9) – planetoida z pasa głównego asteroid okrążająca Słońce w ciągu 5 lat i 172 dni w średniej odległości 3,1 j.a. Została odkryta 6 stycznia 1998 roku w Lowell Observatory (Anderson Mesa Station) przez Marca Buie. Nazwa planetoidy została nadana na cześć Glena Fountaina (ur. 1942) managera projektu New Horizons.